# مجلس اتحاد المسلمين (الهند)
مجلس عموم الهند لاتحاد المسلمين أو مجلس اتحاد المسلمين هو حزب سياسي إسلامي إقليمي مقره في ولاية تيلانغانا الهندية، ومقره الرئيسي في أغابورا في حيدر آباد في تيلانغانا في الهند، وجذوره ترجع لمجلس اتحاد المسلمين الذي أسسه بهادر يار جنغ.
يحتفظ الحزب بمقعد لوك سابها لدائرة حيدر آباد منذ عام 1984. وفي انتخابات 2014 لجمعية تيلانغانا التشريعية فاز الحزب بسبعة مقاعد، وحصل على اعتراف من قبل لجنة الانتخابات في الهند كـ «حزب دولة».
وفاز بمقعدين في انتخابات 2014 للجمعية التشريعية في ولاية ماهاراشترا ومقعد واحد في ولاية ماهاراشترا لوك سابها 2019، وظهر كثاني أكبر الحزب في الانتخابات البلدية في أورانجاباد. وحصل رئيس الحزب وعضو البرلمان أسد الدين العويسي على جائزة سانساد راتنا لعام 2014. يُنظر إلى الحزب منذ فترة طويلة على أنه تمثيل سياسي للمسلمين في ولاية تيلانغانا، وكن الآن امتد تأثيره في الهند كلها. وفي 10 يناير 2020 قاد رئيس الحزب أسد الدين العويسي احتجاجًا ضد تعديل قانون المواطنة في الهند 2019 والسجل المدني للمواطنين في حيدر آباد بعد صلاة الجمعة.

## التاريخ

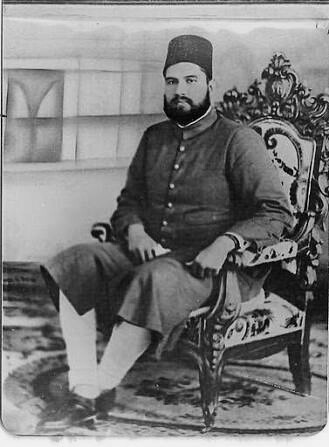
رئيس الحزب الأول بهادور يار يونغ.

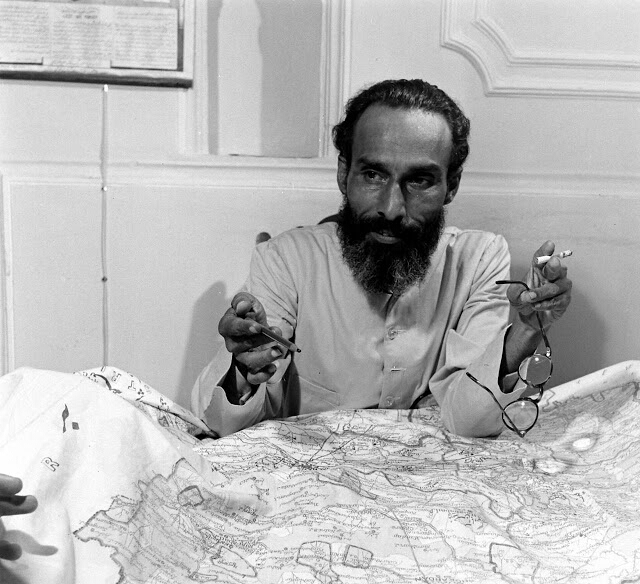
قاسم رضوي يضع الخطط خلال عملية بولو.

تعود جذور الحزب إلى أيام ولاية حيدر آباد الأميرية، حيث عمل على تأسيسه عثمان علي خان وسلالة نظام الملك في حيدر آباد في عام 1927 باعتباره الحزب المؤيد لنظام الملك. ثم أصبح اسمه مجلس اتحاد المسلمين وعقد الاجتماع الأول في منزل نواب محمود نواز خان في 12 نوفمبر 1927، ودعا المجلس إلى إقامة "دولة إسلامية مستقلة" بعيدًَا عن الهند البريطانية. وفي عام 1938 انتُخب بهادر يار جنغ "رئيسًَا للمجلس، وسرعان ما اكتسب المجلس شعبية سياسية، وبعد وفاة بهادر يار جنغ في عام 1944 تم انتخاب قاسم رضوي كزعيم للحزب.
وشكل قاسم رضوي حركة الرضاكار وهي منظمة شبه عسكرية إسلامية من المتطوعين للعمل على الاستقلال في حيدر آباد. ووصل عددهم إلى 150 ألفًا للقتال ضد دومينيون الهند من أجل استقلال ولاية حيدر آباد. وبعد الضم الهندي لولاية حيدر آباد حُظِرَ الحزب في عام 1948. وسُجِنَ قاسم رضوي من عام 1948 إلى عام 1957، وأُفرج عنه بشرط أن يذهب إلى باكستان حيث مُنح حق اللجوء السياسي.
وقبل مغادرته سلم قاسم رضوي مسؤولية ما تبقى من اتحاد المسلمين إلى عبد الواحد العويسي، وهو محام. قام العويسي بتنظيم ما تبقى وشكل مجلس عموم الهند لاتحاد المسلمين. بعد عبد الواحد العويسي تولى نجله سلطان صلاح الدين العويسي زعامة الحزب.

## قيادة الحزب الحالية
| بريد                           | اسم                 |
| ------------------------------ | ------------------- |
| الرئيس الوطني                  | أسد الدين العويسي   |
| الأمين العام                   | سيد أحمد الجافري    |
| المتحدث الرسمي                 | سيد عاصم وقار       |
| زعيم جمعية تيلانغانا التشريعية | أكبر الدين العويسي  |
| رئيس ولاية ماهاراشترا          | امتياز جليل         |
| رئيس ولاية بيهار               | أختر الإيمان        |
| رئيس ولاية أتر برديش           | شوكت علي            |
| رئيس جهارخاند                  | هابان مالك          |
| رئيس كارناتاكا                 | عثمان غني هامن آباد |

## في السياسة الهندية
في عام 1984 فاز الحزب في مقعد حيدر آباد في لوك سابها حيث مثَّل سلطان صلاح الدين العويسي حيدر آباد حتى عام 2004، ثم مثَّل نجله أسد الدين العويسي حيدر آباد مكان أبيه. وانتُخب محمد مجيد حسين بالإجماع عمدة حيدر آباد الكبرى في 2 يناير 2012.
في انتخابات بلدية حيدر آباد عام 2009 فاز الحزب بـ 43 من أصل 150 مقعدًا في بلدية حيدر آباد، فاز رئيس الحزب بجائزة سانساد راتنا لعام 2014 عن أدائه المتميز في لوك سابها.
ثم دخل الحزب إلى ولاية ماهاراشترا من خلال الفوز بـ 13 مقعدًا في انتخابات المجلس البلدي لمدينة نانديد-واجالا التي أجريت في أكتوبر 2012. ثم تمدد إلى ولاية كارناتاكا من خلال الفوز بـ 6 مقاعد في انتخابات الهيئات المحلية في كارناتاكا التي أجريت في مارس 2013. في انتخابات 2014 فاز بنفس مقاعد الجمعية ومقعد واحد في لوك سابها عن مدينة حيدر آباد القديمة.